# Zeche Crone
Die Zeche Crone oder Krone war ein Steinkohlebergwerk im Dortmunder Stadtteil Hacheney. 
Das Grubenfeld der Zeche Crone erstreckte sich unter dem heutigen Rombergpark und dem Zoo Dortmund.
Die vorhandenen Stollen waren ursprünglich im Besitz von Gisbert von Romberg, dem Gutsherren des Schloss Brünninghausen. Am 2. November 1841 wurde aus den bereits bestehenden Betrieben Zeche Schöndelle, Zeche Kirschbaum sowie Zeche Christine & Jungfer die Zeche Crone als Tiefbauzeche konsolidiert, welche nach 1847 noch das Grubenfeld der stillgelegten Zeche Sankt Moritz übernahm und ihre Aktivitäten dadurch bis Wellinghofen ausdehnte.
1898 kam noch das Grubenfeld der Zeche Niederhofen I-V hinzu.
Über die Brüsseler Aktiengesellschaft Fentscher Hütten gelangt die Zeche an die 1908 gegründete Bergwerksgesellschaft Zeche Glückaufsegen.
An die Zeche Crone erinnern heute die brachliegende Bergehalde und Reste der Tagesanlagen zwischen der Bundesstraße 54 und der Zillestraße. Stand 2016 befindet sich auf dem Gelände ein Gewerbegebiet mit der Niederlassung eines Baumarktes und einer Tankstelle.